# جامعة منتصف السويد
جامعة منتصف السويد (السويدية: Mittuniversitetet) هي جامعة حكومية سويدية تقع في المنطقة المحيطة بالمركز الجغرافي للسويد، ولها حرمين جامعيين في مدينتي إوسترسوند وسوندسفال. أغلقت الجامعة حرمًا جامعيًا ثالثًا في هارنوساند في صيف 2016.

## التاريخ

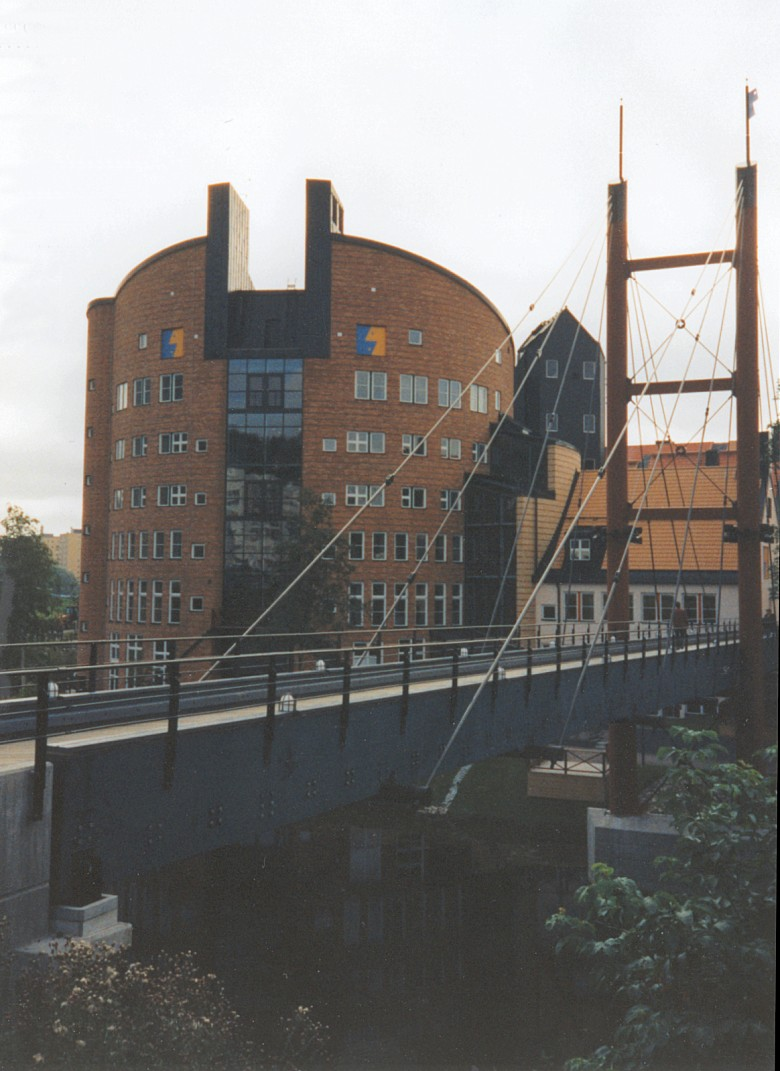
جامعة منتصف السويد، الحرم الجامعي في سوندسفال (يظهر بناء المكتبة)

تم إنشاء الجامعة في 1 يوليو 1993، وكانت تسمى في الأصل كلية جامعة منتصف السويد (Mitthögskolan) وكانت نتيجة اندماج بين كلية جامعة سوندسفال/هارنوساند وكلية جامعة إوسترسوند. في 1 يوليو 1995، تم أيضًا دمج كليتي سوندسفال/أورنشولدسفيك وأوسترسوند للعلوم الصحية (Vårdhögskolor).
في عام 2001، مُنحت الجامعة مكانة في مجال العلوم الطبيعية للبحوث بما في ذلك تكنولوجيا المعلومات، وبالتالي كان يحق لها إصدار درجات الدكتوراه. كان يتم تسجيل الموظفين الذين كانوا يجرون دراسات الدكتوراه قبل ذلك في جامعات أخرى. اعتبارًا من 1 يناير 2005، منحت حكومة السويد المؤسسة الحق في تسمية نفسها جامعة وتغير اسم المدرسة إلى جامعة منتصف السويد (Mittuniversitet).

## التنظيم
تتكون الجامعة من ثمانية أقسام، منها أربعة أقسام متعددة الحرم الجامعي:
- كلية العلوم الإنسانية:

1. قسم العلوم الإنسانية
2. قسم العلوم الاجتماعية
3. قسم الخدمة الاجتماعية
4. قسم العلوم الصحية

- كلية العلوم والتكنولوجيا والإعلام:

1. قسم تقنية المعلومات والإعلام
2. قسم العلوم الطبيعية
3. قسم الهندسة والفيزياء والرياضيات

- كلية العلوم التربوية:

1. قسم التربية

## التعليم
تقدم الجامعة درجة البكالوريوس ودرجة الماجستير في مجموعة واسعة من التخصصات منذ عام 1994، ودرجة الدكتوراه منذ عام 2001، ودرجة الماجستير الدولية وفقًا لـ نموذج بولونيا منذ عام 2005. تقدم جامعة ميد السويد أيضًا درجات مهنية في درجة الماجستير في العلوم والهندسة منذ عام 2003،
الحرم الجامعيان الرئيسيان للجامعة لهما تخصصات مختلفة ولكن مع بعض التداخل. يحتوي حرم سوندسفال الجامعي على مدرسة تعليمية ويقدم دورات متنوعة في العلوم الإنسانية والفنون. كما أن لديه مجموعة واسعة من الدورات والدرجات في العلوم التقنية والطبيعية والصحافة. يركز حرم إوسترسوند الجامعي على شهادات الدراسات العليا في السياحة والرعاية الصحية والعمل الاجتماعي والإدارة العامة. لدى الحرم الجامعي إوسترسوند أيضًا برنامج التكنولوجيا البيئية الوحيد في السويد. إلى جانب ما سبق، يقع التعليم والبحث في مجال تكنولوجيا الطباعة الرقمية في مدينة أورنشولدسفيك.

## مشاهير الخريجين
- جيري أهرلين، متزلج.
- عبير السهلاني، عضو مجلس النواب.
- بيريت أندنور، وزيرة الشؤون الاجتماعية السابقة وعضو مجلس النواب.
- هيلينا جونسون، رياضية.
- ماري جونجستيد، صحفي ومؤلف.
- يان هيلين، صحفي.
- آنا كارين كامرلنج، سباحة.
- ميكايلا لورين، سباحة وملاكمة.
- إيلفا نوفين، متزلجة في جبال الألب.
- ليندا اولوفسون، صحفية تلفزيونية.
- آنا أوتوسون، متزلجة جبال الألب.
- روجيه حداد، عضو مجلس النواب.
- فديم ساهندال.
- أندرس سودرغرين، متزلج عبر الضاحية
- أوسا تورستنسون، عضو البرلمان ووزيرة النقل السابقة 2006-2010.
- فريدريك ويكينغسون، صحفي ومقدم برامج تلفزيونية.
- جينا ديراوي، ممثلة كوميدية ومقدمة برامج.